# Старий Грабоваць
Старий Грабоваць (хорв. Stari Grabovac) — населений пункт у Хорватії, в Сисацько-Мославинській жупанії у складі міста Новська.

## Населення
Населення за даними перепису 2011 року становило 393 осіб.
Динаміка чисельності населення поселення:

## Клімат
Середня річна температура становить 11,44 °C, середня максимальна – 25,74 °C, а середня мінімальна – -4,94 °C. Середня річна кількість опадів – 925 мм.
| Клімат поселення                              | Клімат поселення | Клімат поселення | Клімат поселення | Клімат поселення | Клімат поселення | Клімат поселення | Клімат поселення | Клімат поселення | Клімат поселення | Клімат поселення | Клімат поселення | Клімат поселення | Клімат поселення |
| Показник                                      | Січ.             | Лют.             | Бер.             | Квіт.            | Трав.            | Черв.            | Лип.             | Серп.            | Вер.             | Жовт.            | Лист.            | Груд.            |                  |
| Середній максимум, °C                         | 7,42             | 9,00             | 13,16            | 17,76            | 22,76            | 25,74            | 24,60            | 23,93            | 20,22            | 15,21            | 9,78             | 5,56             |                  |
| Середня температура, °C                       | 1,24             | 2,82             | 6,98             | 11,59            | 16,58            | 19,56            | 21,13            | 20,45            | 16,75            | 11,75            | 6,30             | 2,10             |                  |
| Середній мінімум, °C                          | −4,94            | −3,37            | 0,80             | 5,40             | 10,40            | 13,38            | 17,66            | 16,98            | 13,27            | 8,29             | 2,85             | −1,36            |                  |
| Норма опадів, мм                              | 59               | 53               | 64               | 78               | 83               | 96               | 85               | 88               | 77               | 83               | 88               | 71               |                  |
| Середньомісячна швидкість вітру, м/с          | 1.66             | 1.92             | 2.28             | 2.20             | 2.01             | 1.84             | 1.80             | 1.64             | 1.62             | 1.66             | 1.72             | 1.72             |                  |
| Середньомісячна сонячна радіація, кДж/м²·день | 4335             | 7163             | 10971            | 15386            | 19642            | 21971            | 22778            | 19983            | 14929            | 9183             | 4878             | 3591             |                  |
| --------------------------------------------- | ---------------- | ---------------- | ---------------- | ---------------- | ---------------- | ---------------- | ---------------- | ---------------- | ---------------- | ---------------- | ---------------- | ---------------- | ---------------- |
| Джерело:                                      |                  |                  |                  |                  |                  |                  |                  |                  |                  |                  |                  |                  |                  |